# Fylkesväg 700
Fylkesväg 700 (norska: Fylkesvei 700) är en primär fylkesväg i Trøndelag fylke i mellersta Norge som går mellan tätorten Svorkmo i Orklands kommun och tätorten Berkåk i Rennebu kommun. Vägen är 53,0 kilometer lång och asfalterad. Den passerar bland annat genom tätorterna Løkken Verk och Meldal.

## Anslutningar
Fylkesväg 700 ansluter till:
- Fylkesväg 65 (vid Svorkmo)
- Fylkesväg 701 (vid Meldal)
- Europaväg 6 (vid Berkåk)